# Iguatu (Paraná)
Iguatu é um município brasileiro do estado do Paraná. Sua população, conforme estimativas do IBGE de 2018, era de 2 258 habitantes.

## Etimologia
Iguatu De origem tupi "ü (y)"... água, rio + "ka’tu (guatú)"... boa, bom, doce: água boa ou rio bom. (OB).

## História
As terras onde se assenta a sede do município de Iguatu pertenciam à família Pantano, que no ano de 1960, as adquiriram da Fundação Paranaense de Colonização e Imigração. Inicialmente denominada Jaborandi, numa referência à empresa povoadora, a localidade logo teve denominação alterada para Iguatu. O novo nome foi dado pela família Pantano, que antes de estabelecer-se nesta região residia no município de Rio Bom.
Em janeiro de 1962, estabeleceu-se em Jaborandi Arlindo Mago de Oliveira, em seguida veio Astrogecildo Teixeira da Silva e sua mulher, Maria de Lourdes da Silva, que juntos construíram a primeira capela da localidade. Além de catequista, Astrogecildo foi presidente da igreja, do ginásio, do time de futebol e inspetor de quarteirão. Dentre os pioneiros, além dos Pantano e Teixeira da Silva, nominam-se Severino Fachi, Santim Luiz Fachi, Gentil da Silva Rosa, José Rodrigues Sales, Basílio Furquim, João de Souza Godoi e outros.
Pela Lei n.º 1.074, de 23 de maio de 1974, foi criado o Distrito Administrativo de Iguatu. Em 28 de maio de 1990, pela Lei n.º 9.276, foi criado o município, sendo instalado no dia 1 de janeiro de 1993.